# آنیل شارما
آنیل شارما (انگلیسی: Anil Sharma؛ زادهٔ ۷ مارس ۱۹۵۵) کارگردان فیلم، فیلم‌نامه‌نویس و تهیه‌کننده اهل هند است. وی از سال ۱۹۷۸ میلادی تاکنون مشغول فعالیت بوده‌است.

## فیلم‌شناسی
| سال  | فیلم                                 | نقش(ها)                       |
| ---- | ------------------------------------ | ----------------------------- |
| ۱۹۸۱ | Shradhanjali                         | کارگردان، نویسنده و تهیه‌کننده |
| ۱۹۸۳ | نخ‌های باریک                          | کارگردان، نویسنده و تهیه‌کننده |
| ۱۹۸۷ | قانون                                | کارگردان، نویسنده و تهیه‌کننده |
| ۱۹۸۹ | Elaan-E-Jung                         | کارگردان، نویسنده و تهیه‌کننده |
| ۱۹۹۱ | فرشته                                | کارگردان، نویسنده             |
| ۱۹۹۲ | وحشت                                 | کارگردان، نویسنده و تهیه‌کننده |
| ۱۹۹۲ | Maa                                  | تهیه‌کننده                     |
| ۱۹۹۵ | Faisla Main Kaungi                   | تهیه‌کننده                     |
| ۱۹۹۵ | Policewala Gunda                     | تهیه‌کننده                     |
| ۱۹۹۸ | مهاراجه                              | کارگردان                      |
| ۲۰۰۱ | شورش: داستان عشق                     | کارگردان                      |
| ۲۰۰۳ | قهرمان: داستان عشق جاسوس             | کارگردان                      |
| ۲۰۰۴ | تو متعلق به وطنی و وطن متعلق به توست | کارگردان و تهیه‌کننده          |
| ۲۰۰۷ | بستگان                               | کارگردان                      |
| ۲۰۱۰ | ویر                                  | کارگردان                      |
| ۲۰۱۳ | سینگ صاحب بزرگ                       | کارگردان و تهیه‌کننده          |
| ۲۰۱۸ | Genius                               | کارگردان، نویسنده و تهیه‌کننده |